# Romain Combaud
Romain Combaud (Saint-Doulchard, 1 de abril de 1991) é um ciclista francês. Milita nas fileiras do conjunto NIPPO DELKO One Provence.

## Palmarés
- Ainda não tem conseguido nenhuma vitória como profissional